# Krokodýli
Krokodýli (Crocodilia) jsou velmi starý řád plazů, mezi které patří krokodýli, aligátoři (včetně kajmanů) a gaviálové. K roku 2019 je rozlišováno celkem 27 recentních druhů v 9 rodech, ale díky moderní molekulární biologii bude počet druhů pravděpodobně ještě stoupat.

## Význam a základní popis
Vedle ptáků jde o jedinou žijící skupinu z nadřádu archosauria (archosauři), do které patřili i druhohorní neptačí dinosauři. Ptáci jsou zároveň jejich nejbližší žijící příbuzní. Krokodýli jsou masožravci, kteří se živí lovem ryb a dalších vodních živočichů, avšak větší druhy dokážou ulovit i velké suchozemské savce. Gaviálové a některé druhy krokodýlů s prodlouženými čelistmi (krokodýl štítnatý, Tomistoma úzkohlavá) se živí prakticky pouze rybami, jediným všežravým druhem je kajman šíronosý, který příležitostně požírá i plody stromů spadlé do vody. Největší druh, krokodýl mořský, dosahuje délky více než 6 metrů a hmotnosti nad 1000 kg – představuje tak největšího dnes žijícího plaza. Oproti tomu nejmenším z pravých krokodýlů je krokodýl čelnatý, obvykle dlouhý kolem 1,5 metru a vážící maximálně okolo 45 kg. Vůbec nejmenším druhem řádu je kajmánek trpasličí, který dorůstá délky 120 cm a hmotnosti nejvýše 10 kg, Za nejagresivnější, respektive nejútočnější druhy krokodýlů jsou považováni krokodýl nilský a krokodýl kubánský. Útoky na lidi jsou často fatální (z více než 60 % případů). Na druhou stranu existují i relativně mírné druhy krokodýlů, jako třeba krokodýl západoafrický, vedle kterého se domorodí obyvatelé vcelku bez problémů mohou i koupat, nebo krokodýl bahenní.(National Geographic News, 2002).

## Etymologie
Slovo crocodilia je latinizovaný tvar řeckého κροκόδειλος (crocodeilos), které označovalo jak ještěry obecně, tak krokodýla nilského (jiný druh starověcí Řekové neznali). Dříve se používal i latinský tvar Crocodylia.

## Evoluce

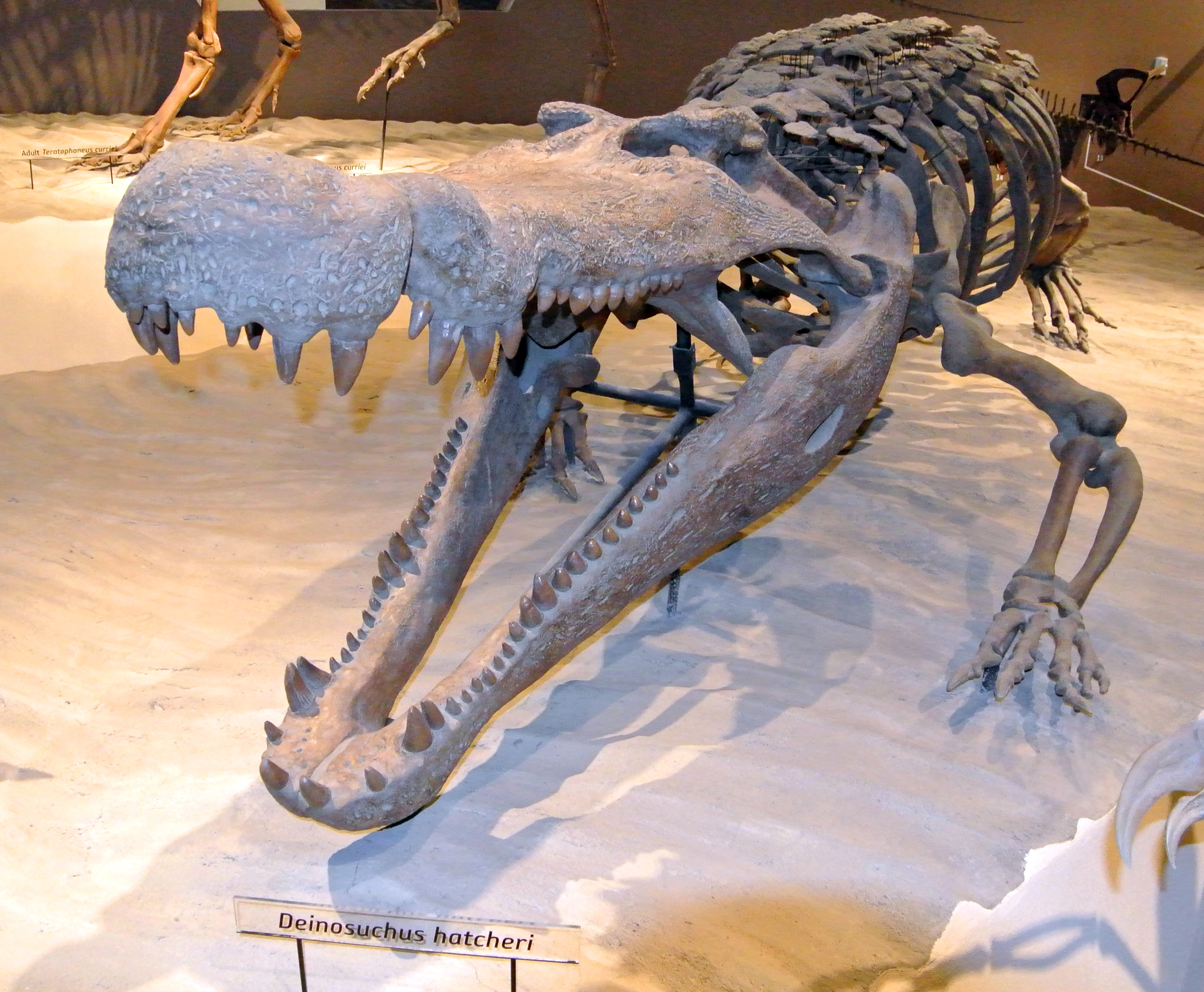
Fosilie svrchnokřídového deinosucha, obřího rodu z pozdní křídy.

Krokodýli patří do skupiny archosauria, do které jsou řazeni také dinosauři (včetně ptáků), pterosauři, méně známé triasové skupiny jako rauisuchia, phytosauria a další. Původně byli zástupci kladu Crocodylomorpha mnohem diverzifikovanější a v průběhu druhohor sem spadaly také dnes již nežijící skupiny, jako je klad Thalattosuchia, představující plně akvatické formy žijící v mořích. Velikostně a tvarově se krokodýlovití plazi příliš neměnili, jsou v tomto ohledu velmi konzervativní skupinou.
Krokodýli patří do skupiny Pseudosuchia, což je jedna ze dvou hlavních skupin archosaurů. K velké evoluční radiaci krokodýlovitých plazů dochází v době před asi 235 miliony let, kdy nastává tzv. Karnská pluviální epizoda. V době před asi 230 miliony lety existovalo množství terestrických forem krokodýlů. Nejstarší známé formy se objevují na území dnešní Jižní Ameriky a velmi rychle se postupně geograficky šíří. Většina zástupců skupiny pseudosuchia vymřela na konci triasu, přežila jen skupina Crocodylomorpha, což byli blízcí příbuzní krokodýlů. Některé druhy byly dokonce primárně bipední (chodili pouze po zadních končetinách). V průběhu jury a křídy žilo mnoho druhů blízce příbuzných krokodýlům, které však pravými krokodýly nebyly. První skuteční „moderní“ krokodýli se objevili asi před 83,5 milionu let. Čeleď aligátorovití vznikla již ve svrchní křídě, zatímco nejstarší krokodýlovití a gaviálovití jsou známi až z eocénu.

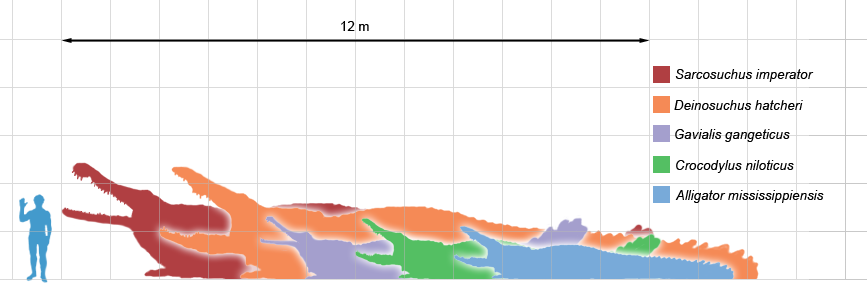
Krokodýli – velikostní srovnání některých druhů (včetně vyhynulých a jejich příbuzných). Červeně Saurosuchus, oranžově Deinosuchus, fialově gaviál indický, zeleně krokodýl nilský a modře aligátor severoamerický

V průběhu kenozoika se objevily další suchozemské typy krokodýlovitých plazů, adaptovaných pro aktivní život na souši. Mezi ně patřil například jihoamerický sebekosuchid rodu Barinasuchus, dosahující délky v rozmezí 6 až 10 metrů. Dnes jsou krokodýli poměrně velkými predátory (délka těla obvykle od 2 do 6 metrů, i když menší druhy, například krokodýl čelnatý, existují), v některých obdobích pravěku však měli mnohem větší velikostní variabilitu. Nejmenší druhy nepřesahovaly délku zhruba 1,2 metru, naopak největší přesahovaly délku 10, nebo dokonce až 12 metrů. Výzkum z roku 2020 ukazuje, že velikost krokodýlovitých plazů se v kenozoiku zvětšovala s tím, jak se klima relativně ochlazovalo. Největším krokodýlem všech dob mohl být rod Deinosuchus ze svrchní křídy Severní Ameriky, který dosahoval délky kolem 10 metrů a hmotnosti do asi osmi tun. Zřejmě lovil dinosaury a jiné velké obratlovce. Podobně velcí byli také zástupci druhů Sarcosuchus imperator ze spodní křídy Afriky a Purussaurus brasiliensis z miocénu Jižní Ameriky. Ještě delší mohl být severoafrický pozdně křídový druh Aegisuchus witmeri, jehož délka je odhadována až na 15 metrů. Obří krokodýli byli v období druhohor jakousi ekologickou sladkovodní obdobou velkých teropodních dinosaurů (jak ukazují například fosilie ze souvrství skupiny Kem Kem v Maroku).
Vývojová skupina krokodýlovitých plazů byla zejména v období druhohor a paleogénu extrémně rozmanitá, jak dokládají fosilní objevy různých vývojových skupin, které již zcela vyhynuly (například čeleď Allodaposuchidae). Celkem je dnes známo asi 69 rodů vyhynulých krokodýlů. Nejbližší žijící příbuzní krokodýlů jsou ptáci. Krokodýli bývají někdy označováni za „živoucí fosilie“, ačkoliv se jedná o značně nepřesné pojmenování.

### Kladogram
Zobrazuje příbuznost mezi jednotlivými druhy krokodýlů.

|  | \| \| Caiman \| \| \| \| \| \| Melanosuchus \| \| \| \| |
|  |                                                         |
|  | Paleosuchus                                             |
|  |                                                         |
|  | Caiman                                                  |
|  |                                                         |
|  | Melanosuchus                                            |
|  |                                                         |

|  | Caiman       |
|  |              |
|  | Melanosuchus |
|  |              |

|  | \| \| Caiman \| \| \| \| \| \| Melanosuchus \| \| \| \| |
|  |                                                         |
|  | Paleosuchus                                             |
|  |                                                         |
|  | Caiman                                                  |
|  |                                                         |
|  | Melanosuchus                                            |
|  |                                                         |

|  | Caiman       |
|  |              |
|  | Melanosuchus |
|  |              |

| Crocodylinae  | Crocodylus                                                |
|               | Crocodylus                                                |
| Osteolaeminae | \| \| Mecistops \| \| \| \| \| \| Osteolaemus \| \| \| \| |
|               | \| \| Mecistops \| \| \| \| \| \| Osteolaemus \| \| \| \| |
|               | Mecistops                                                 |
|               |                                                           |
|               | Osteolaemus                                               |
|               |                                                           |

|  | Mecistops   |
|  |             |
|  | Osteolaemus |
|  |             |

| Gavialinae   | Gavialis  |
|              | Gavialis  |
| Tomistominae | Tomistoma |
|              | Tomistoma |

| Crocodylinae  | Crocodylus                                                |
|               | Crocodylus                                                |
| Osteolaeminae | \| \| Mecistops \| \| \| \| \| \| Osteolaemus \| \| \| \| |
|               | \| \| Mecistops \| \| \| \| \| \| Osteolaemus \| \| \| \| |
|               | Mecistops                                                 |
|               |                                                           |
|               | Osteolaemus                                               |
|               |                                                           |

|  | Mecistops   |
|  |             |
|  | Osteolaemus |
|  |             |

| Gavialinae   | Gavialis  |
|              | Gavialis  |
| Tomistominae | Tomistoma |
|              | Tomistoma |

|  | \| \| Caiman \| \| \| \| \| \| Melanosuchus \| \| \| \| |
|  |                                                         |
|  | Paleosuchus                                             |
|  |                                                         |
|  | Caiman                                                  |
|  |                                                         |
|  | Melanosuchus                                            |
|  |                                                         |

|  | Caiman       |
|  |              |
|  | Melanosuchus |
|  |              |

|  | \| \| Caiman \| \| \| \| \| \| Melanosuchus \| \| \| \| |
|  |                                                         |
|  | Paleosuchus                                             |
|  |                                                         |
|  | Caiman                                                  |
|  |                                                         |
|  | Melanosuchus                                            |
|  |                                                         |

|  | Caiman       |
|  |              |
|  | Melanosuchus |
|  |              |

| Crocodylinae  | Crocodylus                                                |
|               | Crocodylus                                                |
| Osteolaeminae | \| \| Mecistops \| \| \| \| \| \| Osteolaemus \| \| \| \| |
|               | \| \| Mecistops \| \| \| \| \| \| Osteolaemus \| \| \| \| |
|               | Mecistops                                                 |
|               |                                                           |
|               | Osteolaemus                                               |
|               |                                                           |

|  | Mecistops   |
|  |             |
|  | Osteolaemus |
|  |             |

| Gavialinae   | Gavialis  |
|              | Gavialis  |
| Tomistominae | Tomistoma |
|              | Tomistoma |

| Crocodylinae  | Crocodylus                                                |
|               | Crocodylus                                                |
| Osteolaeminae | \| \| Mecistops \| \| \| \| \| \| Osteolaemus \| \| \| \| |
|               | \| \| Mecistops \| \| \| \| \| \| Osteolaemus \| \| \| \| |
|               | Mecistops                                                 |
|               |                                                           |
|               | Osteolaemus                                               |
|               |                                                           |

|  | Mecistops   |
|  |             |
|  | Osteolaemus |
|  |             |

| Gavialinae   | Gavialis  |
|              | Gavialis  |
| Tomistominae | Tomistoma |
|              | Tomistoma |

## Klasifikace

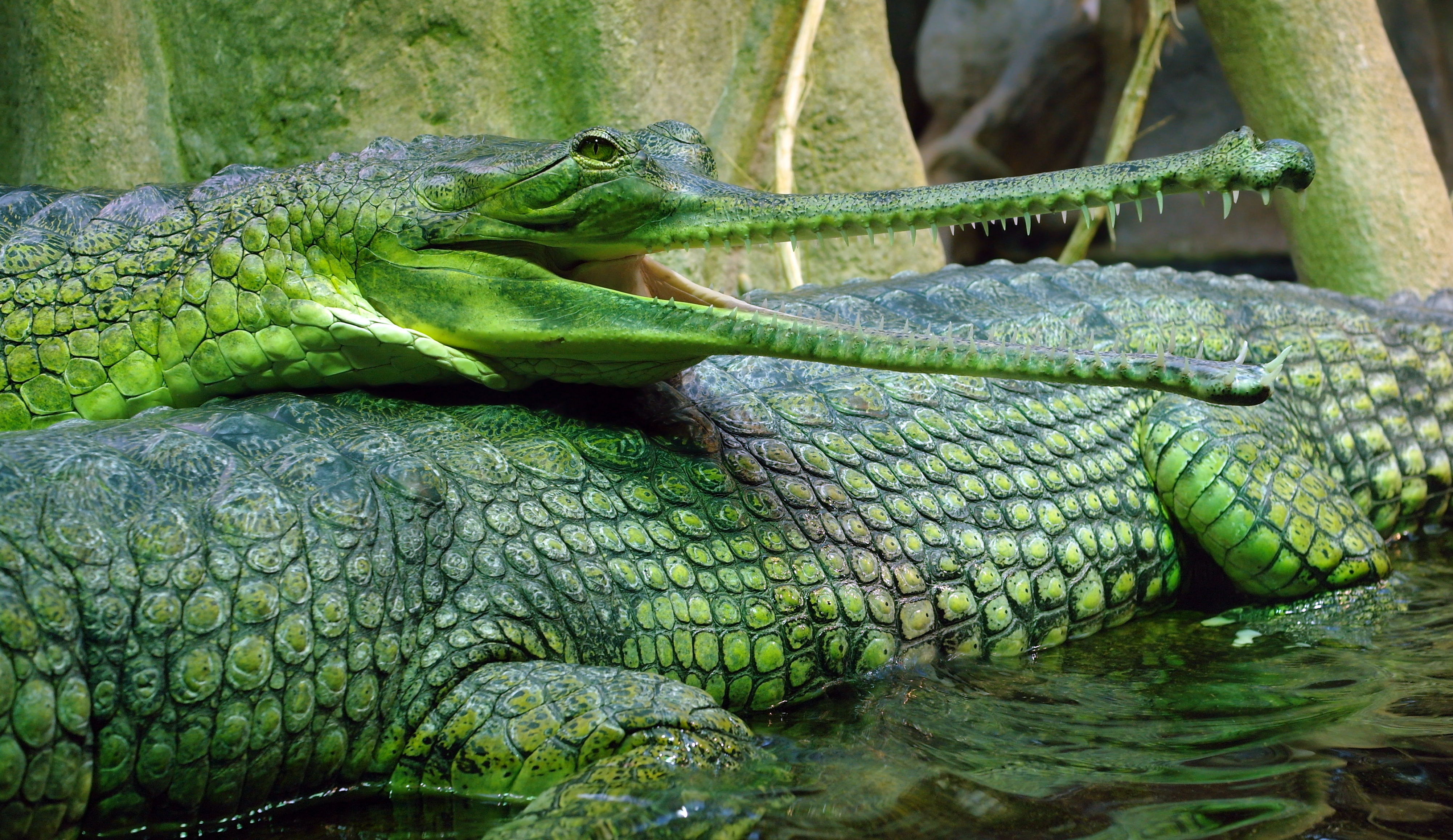
Gaviálové indičtí v Zoologické zahradě v Praze

### Taxonomie
Tato tabulka zobrazuje dělení řádu krokodýli. K roku 2019 je známo 27 recentních druhů krokodýlů. Ukazuje se ale, že mnohé druhy mohou být kryptické a celková biodiverzita této skupiny může být ještě podstatně větší.
Čeleď Gaviálovití (Gavialidae) – úzký, dlouhý čenich
Podčeleď Gaviálové (Gavialinae) – čenich je extrémně prodloužený a stejně úzký u obou pohlaví
rod Gaviál (Gavialis)
- Gaviál indický (Gavialis gangeticus)

Podčeleď Tomistomy (Tomistominae) – dlouhé a úzké čelisti, samci je mají v dospělosti výrazně širší než samice
rod Tomistoma (Tomistoma)
- Tomistoma úzkohlavá (Tomistoma schlegelii)

Čeleď Aligátorovití (Alligatoridae) – čtvrtý zub v dolní čelisti při zavření tlamy není vidět, zapadá do jamky v horní čelisti
rod Aligátor (Alligator)
- Aligátor severoamerický (Alligator mississippiensis)Aligátor čínský

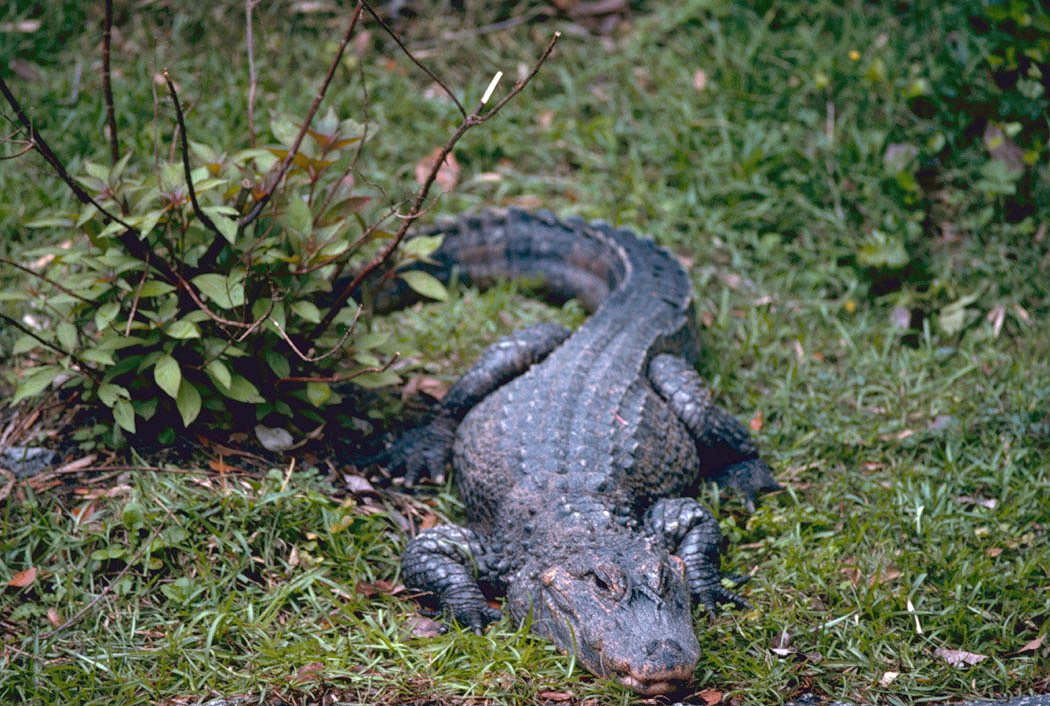
Aligátor čínský

- Aligátor čínský (Alligator sinensis)

rod Kajman (Paleosuchus)
- Kajman trpasličí (Paleosuchus palpebrosus)
- Kajman klínohlavý (Paleosuchus trigonatus)

rod Kajman (Caiman)
- Kajman yakaré (Caiman yacare)
- Kajman brýlový (Caiman crocodilus)
- Kajman šíronosý (Caiman latirostris)

rod Kajman (Melanosuchus)
- Kajman černý (Melanosuchus niger)Krokodýl bahenní

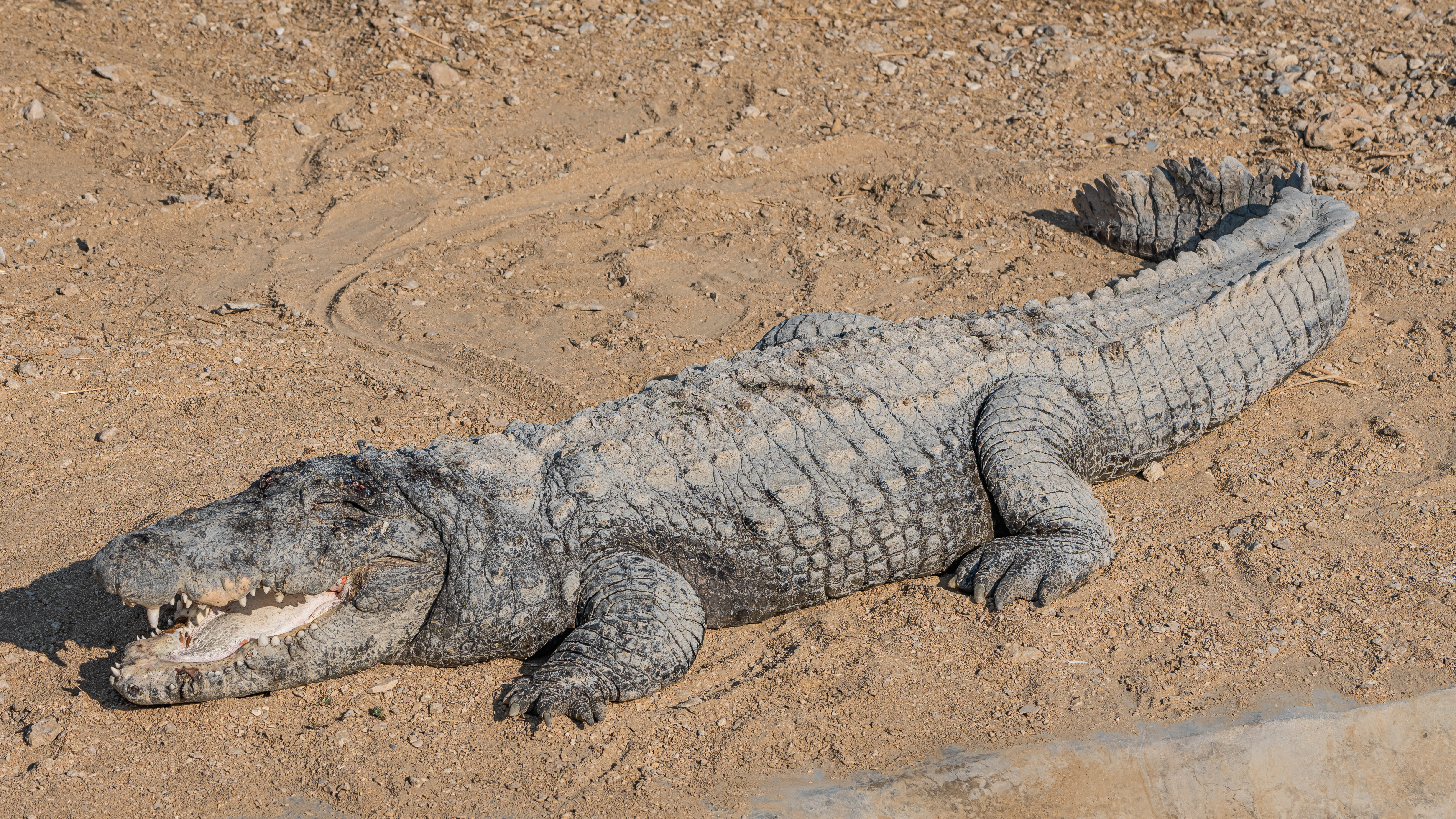
Krokodýl bahenní

Čeleď Krokodýlovití (Crocodylidae) – čtvrtý zub dolní čelisti projíždí rýhou v horní čelisti (při zavřené tlamě)
rod Krokodýl (Crocodylus)
- Krokodýl americký (Crocodylus acutus)[pozn. 1]
- Krokodýl orinocký (Crocodylus intermedius)
- Krokodýl Johnstonův (Crocodylus johnsoni)
- Krokodýl filipínský (Crocodylus mindorensis)
- Krokodýl Moreletův (Crocodylus moreletii)
- krokodýl nilský (Crocodylus niloticus)
- Krokodýl západoafrický (Crocodylus suchus) – samostatný druh od roku 2011[32][33]

- Krokodýl novoguinejský (Crocodylus novaeguineae)
- Krokodýl Hallův (Crocodylus halli) – samostatný druh od roku 2019[34][35]

- Krokodýl bahenní (Crocodylus palustris)
- Krokodýl mořský (Crocodylus porosus)[pozn. 2]
- Krokodýl kubánský (Crocodylus rhombifer)
- Krokodýl siamský (Crocodylus siamensis)

rod Mecistops
- Krokodýl štítnatý (Mecistops cataphractus)
- Krokodýl štíhlohlavý (Mecistops leptorhynchus) – samostatný druh od roku 2018[37]

rod Osteolaemus
- Krokodýl čelnatý (Osteolaemus tetraspis)
- Krokodýl konžský (Osteolaemus osborni) – od 1961 do 2017 považovaný za poddruh krokodýla čelnatého[38]

### Reptilia vs. Sauropsida
V současnosti přetrvává dvojí taxonomické umístění krokodýlů, které vychází buď z tradiční srovnávací taxonomie, nebo z fylogenetického uspořádání. V prvním případě tvoří spolu s řády želv, šupinatých a hatérií třídu plazi (Reptilia), která ovšem nevychází ze skutečného příbuzenství těchto skupin. V druhém případě, kdy se třídění odvozuje od vývojové příbuznosti, náleží do skupiny Archosauria spolu s ptáky (Aves) a tato skupina pak teprve s tradičními řády plazů tvoří třídu plazi (Sauropsida).

## Anatomie

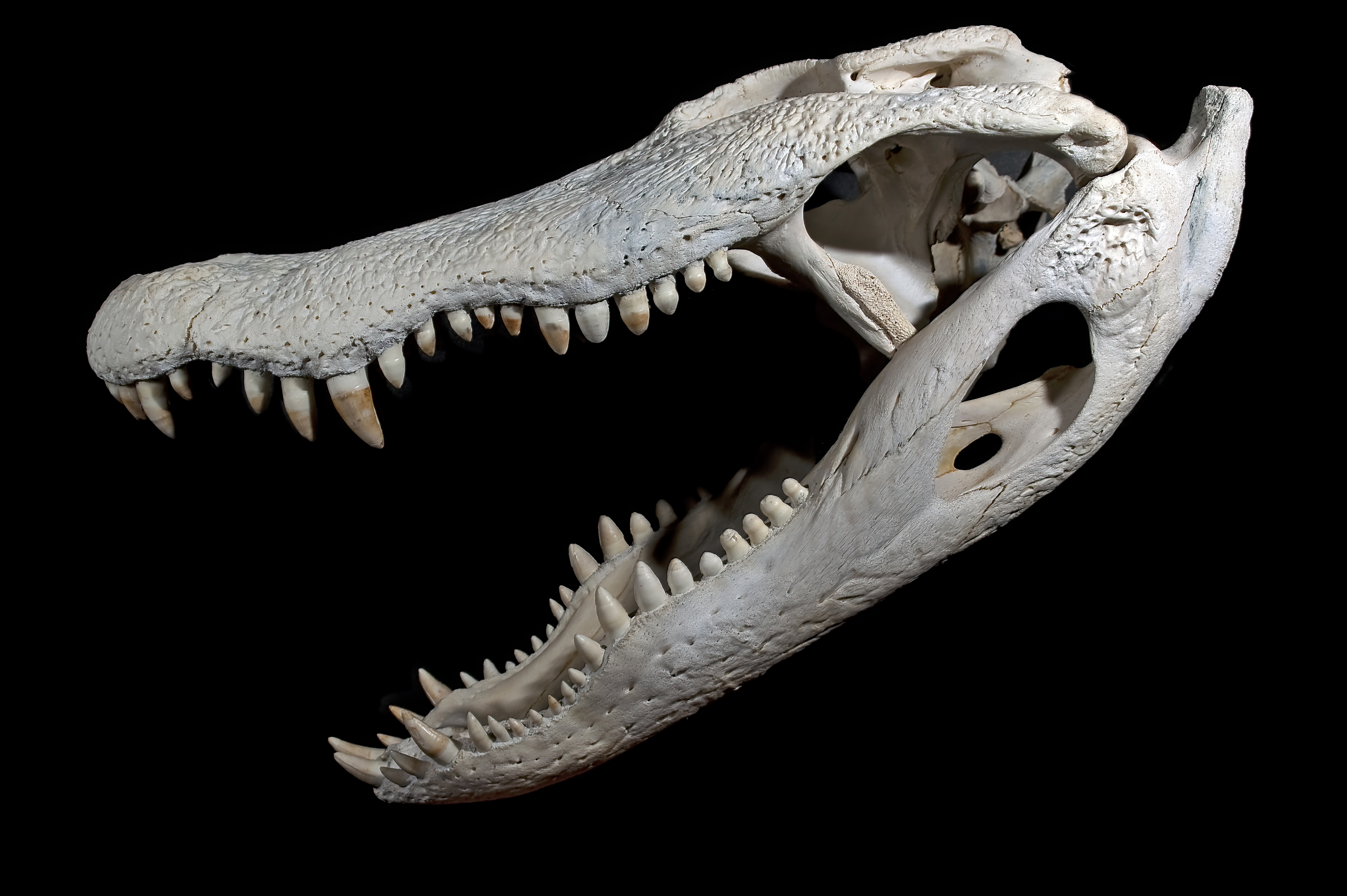
Lebka severoamerického aligátora

Krokodýli jsou mohutní plazi s dlouhým silným ocasem. Lebka je diapsidní, mohutná, ale částečně pneumatizovaná (= kosti jsou částečně duté). V různé míře je vyvinuto sekundární patro. Tělo krokodýlů je kryto rohovitými štíty, pod kterými leží kostěné desky. Krokodýli plavou pomocí silného, ze stran zploštělého ocasu, končetiny mají při plavání přitisknuté k tělu. Svaly jsou nejvíce rozvinuté v oblasti krku a na končetinách. Končetiny mají poměrně krátké. Na každé noze mají pět prstů. Mají osm párů žeber a 14 obratlů. Kostěné ornamenty na osteodermech krokodýlů mohou mít biomechanickou funkci.

### Čelisti

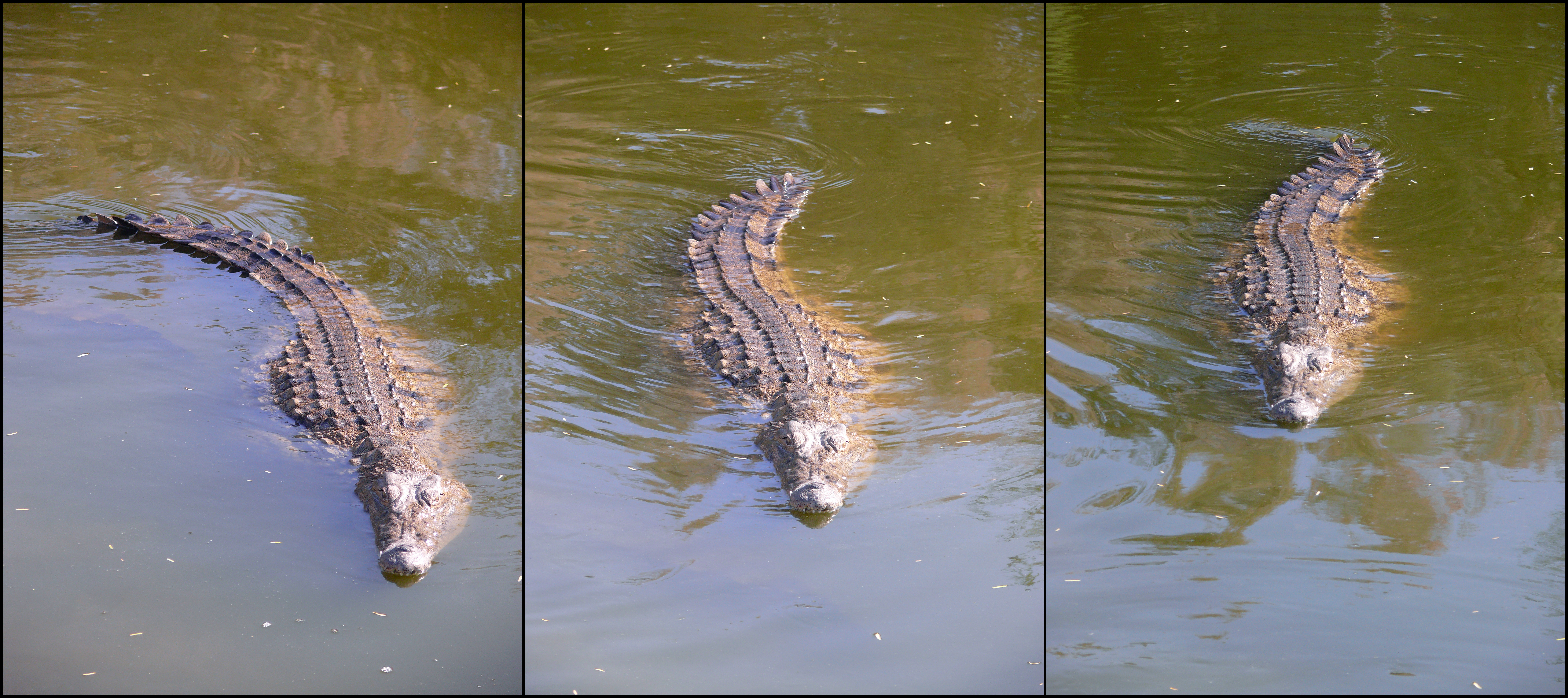
Plavání krokodýla nilského

Široké čelisti mají zejména aligátoři a kajmani, zatímco gaviálové mají čelisti extrémně protáhlé a úzké. Mají neobyčejně silný stisk čelistí, u 5,5 metru dlouhých krokodýlů nilských byla síla stisku změřena na 22 000 newtonů. Aligátoři jsou schopni stisknout silou 10 000 newtonů. Největší druhy krokodýlů obecně mají nejsilnější stisk ze všech žijících živočichů. Síla stisku čelistí svrchnokřídového deinosucha je odhadována v případě délky 11–12 metrů na 100 000 newtonů, což je silnější než u tyrannosaura . Svaly otevírající čelisti jsou však poměrně slabé a zabránit rozevření tlamy dokáže u menšího krokodýla i gumová páska omotaná kolem čenichu nebo člověk pouhým stlačením rukou. Oproti tomu rozevřít tlamu krokodýla je už o poznání složitější, jelikož svaly, které ji uzavírají, jsou mohutnější a silnější než svaly, které tlamu rozevírají. Mají kolem 80 ostrých, homodontních a polyfyodontních zubů. Disponují chrupem složeným ze zubů stejného typu a v průběhu života je až padesátkrát nahrazují. S věkem se náhrada zubů zpomaluje a ve stáří se zastaví. Všichni krokodýli mají zadní část tlamy uzavíratelnou kožovitou membránou, jež zabraňuje průtoku vody do krku, jícnu a průdušnice. Bez problému tak mohou otevírat čelist, i když se nacházejí pod vodou.

### Pohyb

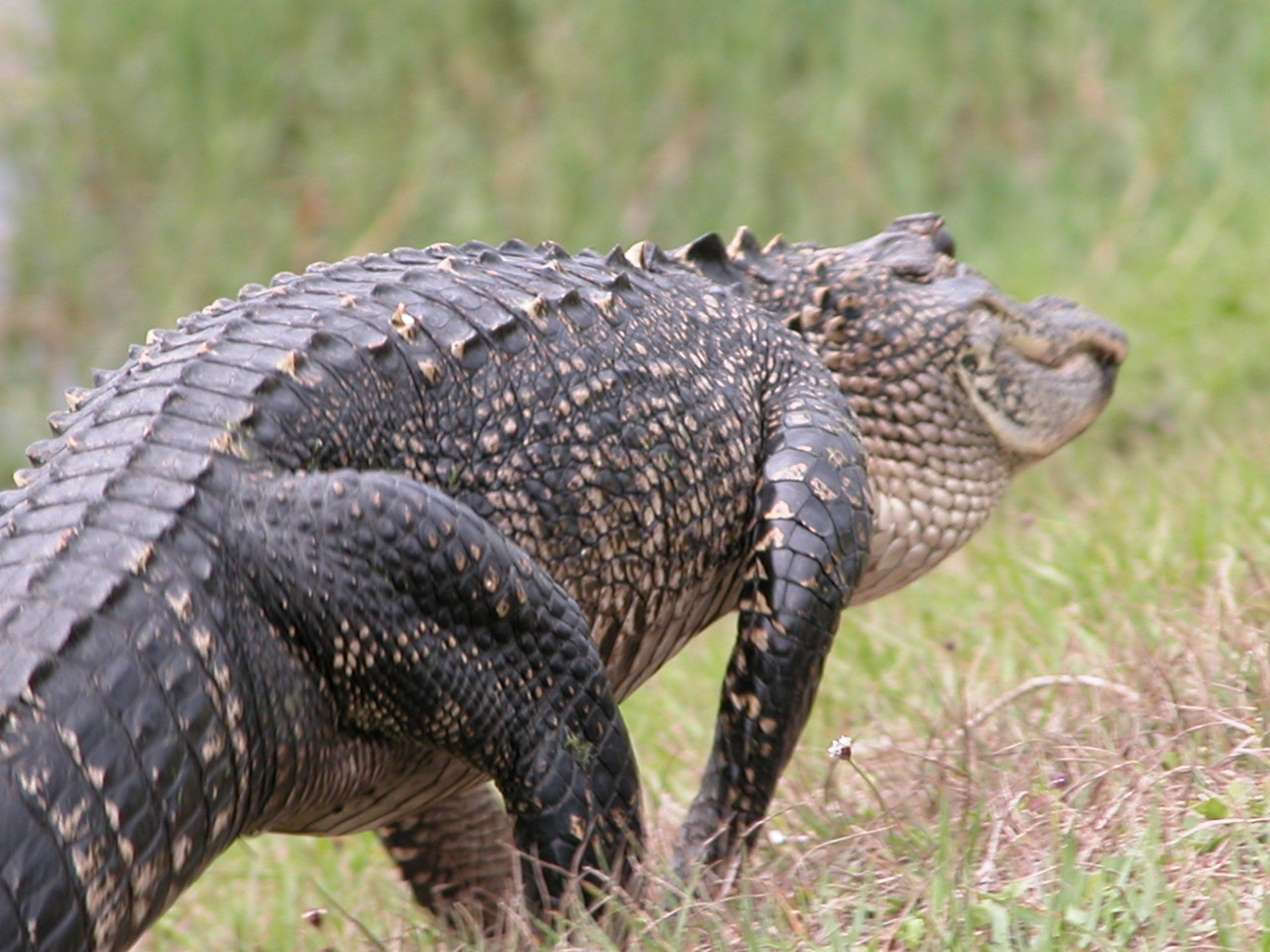
Pohyb aligátora severoamerického po souši

Krokodýli jsou dobře přizpůsobeni pohybu ve vodě, ocas pohání celé tělo vpřed a údy drží u těla. Dokážou plavat rychlostí až 30 km/h, vzácněji i mírně rychleji. Podobným způsobem plavali také někteří druhohorní dinosauři, jako byl například severoafrický druh Spinosaurus aegyptiacus.
K pohybu po souši jsou přizpůsobeni méně. Krokodýli se neradi přesouvají po zemi, ale mohou být donuceni okolnostmi (např. když vyschne koryto). Většina druhů má proto tendenci si vybírat taková stanoviště, kde je hluboká a stálá voda. Přesto na krátkou vzdálenost zvládnou běžet rychlostí údajně až 35 km/h, častěji však pomaleji rychlostí mezi 12–18 km/h. Tímto způsobem dokážou přeskakovat i skály nebo spadlé klády. Nejvyšší ověřená rychlost krokodýla na pevné zemi však činí 4,35 m/s (15,7 km/h). Při chůzi mají nohy více u těla než ostatní plazi a dosahují rychlosti 2–4 km/h. Jejich pohyb po zemi se spíše podobá pohybu savců než ostatních plazů.

### Kůže
Kůže je značně tvrdá, pevná a zrohovatělá, tvořená osteodermy, které po celém těle vytvářejí „pancíř“. Nejvíce jich je na zádech a krku.

### Dýchací soustava
Dříve se myslelo, že krokodýli dýchají jako savci. Studie z let 2010 a 2013 však ukázaly, že dýchají jako jejich vzdálení příbuzní ptáci. Při nadechnutí vzduch proudí do průdušnice a průdušek, poté se rozdělí do vícero menších dýchacích cest.
Charakteristickým fyziologickým znakem krokodýlů je, že namáhavou činnost provádějí anaerobně, proto krátce nato odpočívají, čímž naberou ztracený kyslík. Rychle se vyčerpají obzvláště při zuřivých soubojích, neboť se jim hromadí kyselina mléčná v krvi. Ačkoli dokážou odolávat poměrně vysoké hladině kyselosti (mnohem více, než dokážou jiní živočichové), mohou za to zaplatit i životem. Nebezpečí hrozí obzvláště u větších druhů krokodýlů, například brání-li se při odchytu a trvá-li to příliš dlouho. Krokodýli, hnáni pudem sebezáchovy, bojují do úplného konce svých sil, a to i navzdory tomu, že obětují poslední dávku kyslíku.
Na jedno nadechnutí vydrží pod vodou obvykle 15 minut, ale některé druhy (zejména větší zástupci) zvládnou zadržet dech až na dvě hodiny. Není přesně známo, do jaké hloubky jsou schopni se potopit, ale jisté je, že minimálně do 20 metrů.

### Trávicí soustava
Jejich potravou jsou různí savci, ptáci a ryby a také jiní plazi, které loví, nebo se živí na jejich mršinách. Krokodýlovití nemohou posouvat čelisti na stranu, proto kořist polykají vcelku, v případě nevyhovující velikosti ji trhají prudkými pohyby hlavy na menší části, případně prudkým otáčením kolem vlastní osy. Jazyk mají přirostlý ke spodní čelisti a na jeho začátku je jícnová záklopka, která brání vodě vniknout do jícnu při lovu pod vodou. Potrava putuje hltanem do žaludku, kde probíhá trávení. Krokodýlovití mají nejsilnější trávení ze všech živočichů. Stráví krunýře želv, kosti, kopyta i jiné. Také mají schopnost vyvrhovat (vyzvracet). Dále jde potrava do střev, ve kterých proběhne vstřebávání, a odtud je kloakou vylučována z těla ven. Krokodýlí trus je velmi podobný trusu savců.
V žaludcích krokodýlů biologové nacházejí taktéž kameny (tzv. gastrolity), a ti je zdá se polykají záměrně. O skutečném významu tohoto chování se ale vedou spory. V břiše zvířete obvykle končí kameny s celkovou hmotností kolem 2 % jeho váhy, což se může zdát málo, ale váží-li druh 500 kg (např. krokodýl nilský), odpovídá to 10 kilogramům zátěže. Polykají je ovšem po menších „porcích“. Podle některých teorií napomáhají k snazšímu rozmělňování potravy, podle jiných jsou pro krokodýla zdrojem minerálů. Dle dalších hypotéz mohou také napomáhat vyprázdnění žaludku a posouvat natrávenou potravu ve střevech, nebo s jejich pomocí odstraňují z trávicího traktu parazity (podobně, jako třeba tučňáci). Jiní odborníci s oblibou tvrdí, že kameny v žaludku slouží jako zátěž usnadňující krokodýlům pohyb pod vodou, což se podařilo víceméně potvrdit; výzkumníci z University of Utah přišli na to, že mladí aligátoři severoameričtí, kteří spolykají kameny v množství odpovídajícímu asi 2,5 % jejich hmotnosti těla, vydrží pod vodní hladinou téměř o 90 % déle, než ti jedinci, kterým byla tato zátěž odepřena. Nelze ale vyloučit, že je polykají třeba jen z hladu, nebo je zhltnou omylem. Jihoafrický kmen Vendů věří, že když pozřou takový gastrolit, obohatí se krokodýlí sílou. Samozřejmě se musí jednat o takový oblázek, který se ještě nachází v krokodýlím žaludku. Tuto neotřelou tradici musí vykonat každý nový náčelník, který se „uchází o funkci“. Za magické je mají taktéž příslušníci kmene Yao, žijící na březích jezera Malawi, jejichž ženy, které se marně snaží otěhotnět, nosívají tyto kameny v ústech a věří, že se zbaví neplodnosti.

### Termoregulace
Krokodýli jsou studenokrevní plazi a jejich tělesná teplota závisí na okolním prostředí, obvykle se pohybuje mezi 25–35 °C, nejčastěji pak mezi 30–33 °C. Určitou dobu se musí vyhřívat na souši, ovšem když je velmi teplo, mohou se přehřát, a proto se odeberou k vodě, kde se zchladí. Když slunce svítí nejsilněji, jsou většinou schováni ve stínu nebo ve vodě. Ochlazují se také otevíráním úst. Druhotnou adaptaci (exaptaci) pro ektotermii může představovat také lebka a dermální štítky krokodýlů, podílející se na transferu tepla při vyhřívání se na slunci.

### Oběhová soustava

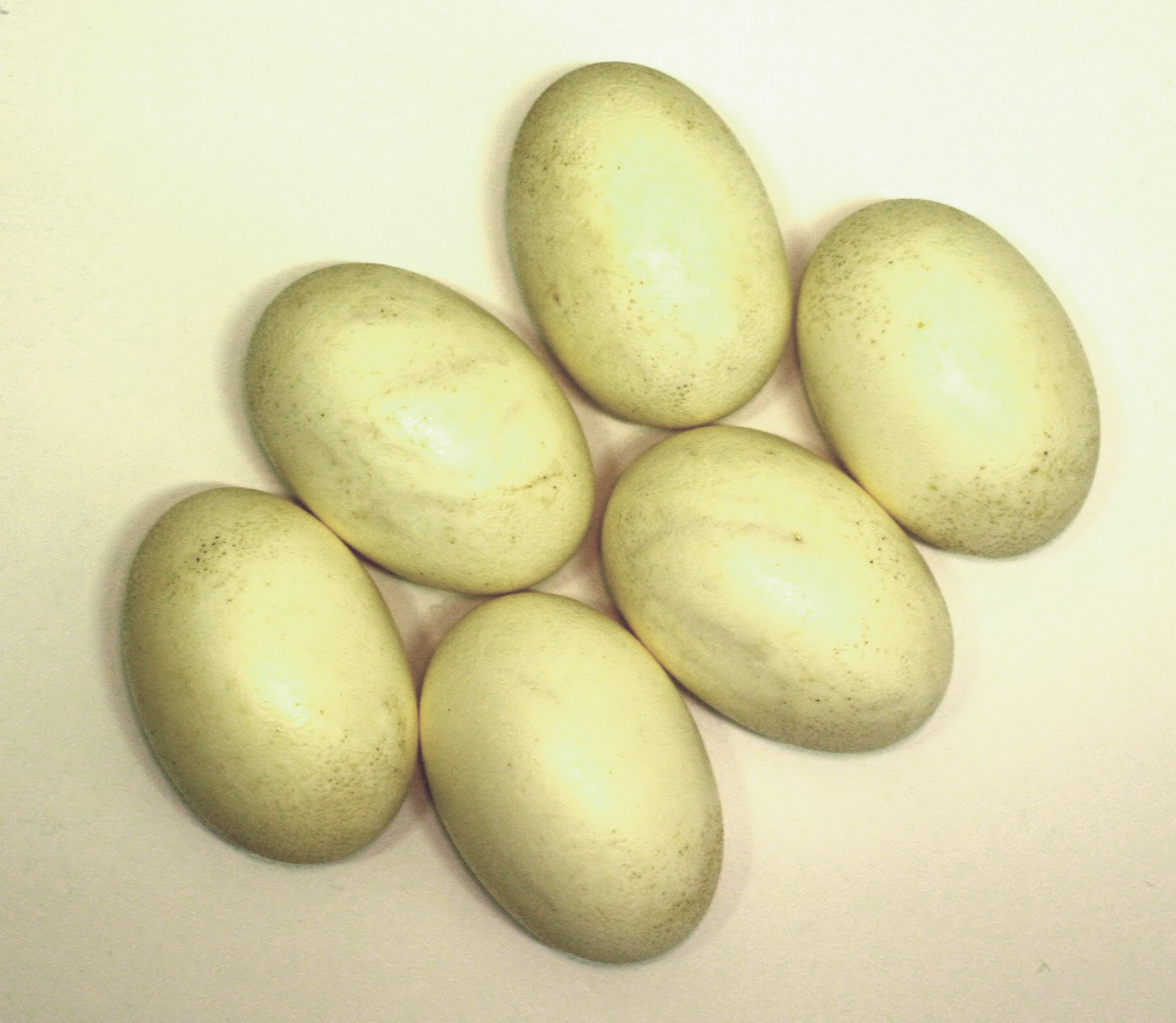
Vejce krokodýla nilského

Krokodýlí srdce je čtyřkomorové, značně podobné ptačímu a výrazně odlišné od ostatních plazů. Mezi srdečními komorami se vyskytuje přepážka, která téměř odděluje pravou a levou část srdce. Mají chlopně jako pouze ptáci a savci. Srdce mají nejdokonalejší ze všech dnešních plazů. Při ponoření do vody se tepová frekvence sníží na jeden až dva tepy za minutu a je zpomalen i průtok krve. Tep i průtok krve se opět zrychlí při nadechnutí či vylezení z vody.

### Nervová soustava
Mozek krokodýlů je poměrně malý, avšak vyvinutější a celkově větší než u ostatních plazů. Jelikož mají vyvinutý také koncový mozek, jsou díky tomu relativně chytřejší. Inteligence krokodýlovitých plazů je poměrně vysoká, jak ukázalo pozorování v přírodě i testy jedinců, chovaných v zajetí. Údajné pozorování použití předmětů (větve) jako návnady na ptačí kořist však zatím zůstává nepotvrzeno a není doloženo žádným kontrolovaným experimentem. Zřejmě postrádají tzv. šišinku, přesto se vykazují reakcemi na denní cyklus, ovlivněni hladinou melatoninu. Krokodýli jsou známi tím, že se vrhnou po všem, co se jen pohne. Člověk je považuje za nebezpečné predátory.
Oči, uši i nosní otvory jsou v horní části hlavy umístěny tak, aby krokodýli mohli mít takřka celé tělo pod vodou a vnímat, co se děje venku. Díky tomu jsou ve vodě schopni dostat se nepozorovaně ke kořisti, která je právě na souši u břehu.
Mají poměrně dobrý zrak. Oči se nacházejí na svrchní straně hlavy v jedné rovině s ušima a nozdrami. Jsou umístěny těsně vedle sebe a orientovány dopředu, umožňují jim tedy binokulární vidění. Zrak jim napomáhá přesně odhadnout pozici objektu, především pak vzdálenost mezi nimi a kořistí. Výborně vidí za šera i v noci, ale patrně to není jejich nejsilnější smysl. Přes oko se jim ze strany táhne jemné průhledné víčko, kterému se říká mžurka. Když se krokodýl potopí, mžurka se přes oko zatáhne. Pod vodou však příliš dobře nevidí.
Krokodýli mají poměrně dobře vyvinut také sluch. Namísto ušních boltců mají otvory (bubínek), které jsou pokryty rovnými lamelami. Otázka týkající se sluchových schopností krokodýlů včetně toho, do jaké míry jsou schopni lokalizovat kořist za pomoci zvuku, stále není uspokojivě vyřešena.
Čich mají také dobře vyvinutý. Pomocí trojklaného nervu dokážou detekovat vibrace ve vodě, způsobené třeba potenciální kořistí. Krokodýli mají na mnoha místech těla (na kůži) smyslové jamky, díky nimž dovedou reagovat na sebemenší změnu tlaku. Při studii krokodýlů nilských bylo zjištěno, že pro citlivější detekci těkavých pachů rozpohybují spodní část hltanu, díky čemuž identifikují i ty nejjemnější vibrace ve vodě.

### Velikost
Největším žijícím druhem krokodýla (a plaza vůbec) je krokodýl mořský (C. porosus). Největší dobře zdokumentovaný jedinec dosahoval délky asi 6,3 metru a hmotnosti přes 1200 kg. Existují však neověřené zprávy o jedincích dlouhých až kolem 9 metrů s hmotností přes 2 tuny. Jen o trochu menší je africký druh krokodýl nilský (C. niloticus). Naopak nejmenší je krokodýl čelnatý, který dosahuje délky kolem 1,5 metru. V geologické minulosti však existovaly ještě mnohem větší druhy krokodýlovitých plazů, jako byly rody Sarcosuchus, Deinosuchus nebo Purussaurus.
Výzkum evolučních trendů ukázal, že relativně velké druhy současných krokodýlů vděčí za své výrazné rozměry ochlazení klimatu v průběhu kenozoika. Větší druhy zůstaly omezeny svým výskytem na tropické oblasti a mnoho menších druhů postupně vyhynulo.

## Ekologie

### Prostředí

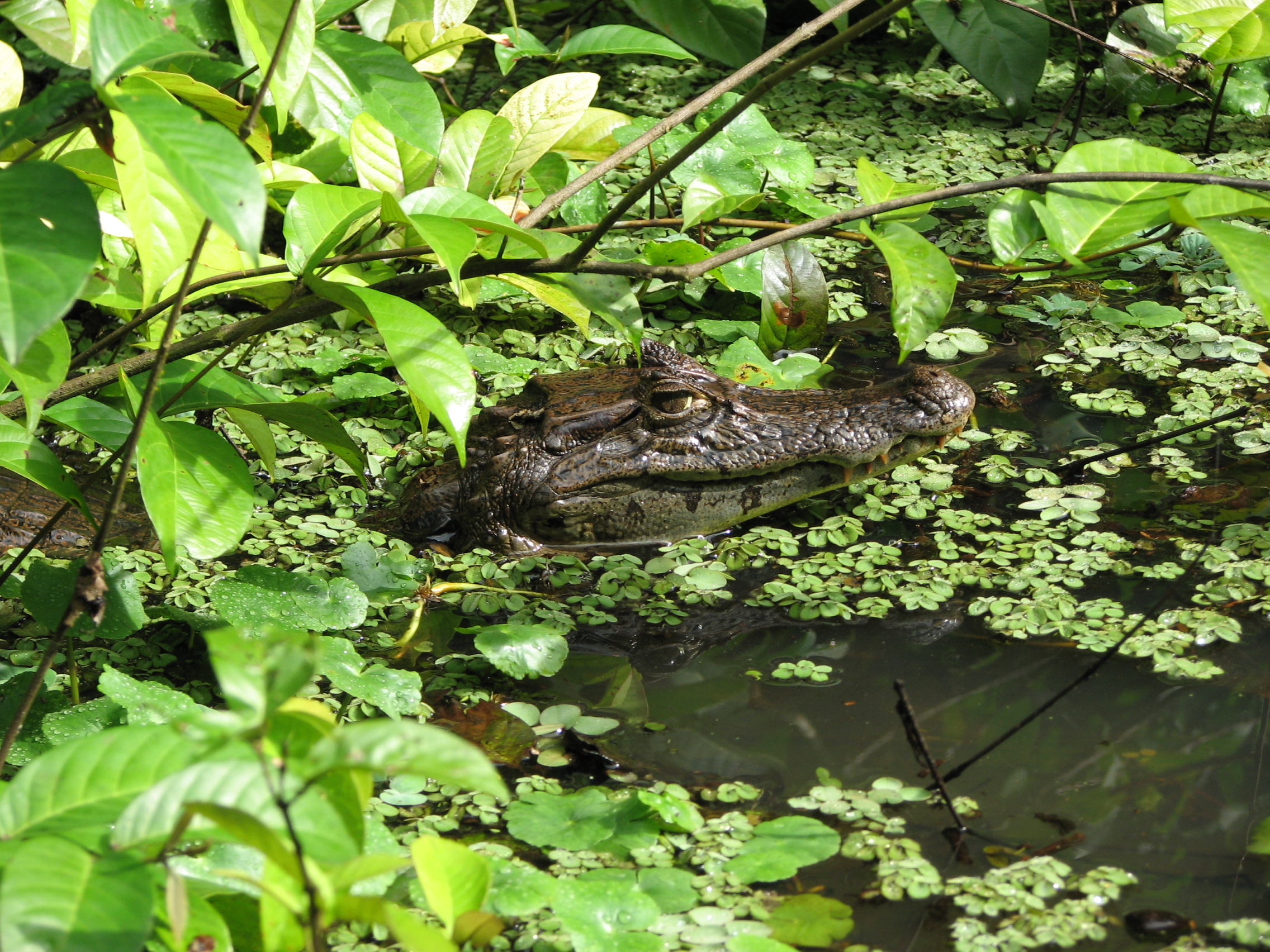
Kajman brýlový v mokřadech v Kostarice

Životním prostředím krokodýlů je voda, přirozeně vyhledávají pomalé říční toky a jezera. Některé druhy, např. krokodýl mořský, žijí ve vodách při pobřeží, ale v mořích trvale nežijí. Nejčastěji je můžeme vidět v Africe v povodí Nilu, v jižní části Severní Ameriky (oblast Mississippi), ve východní části Asie a na severu Austrálie. Dospělí krokodýli jsou většinou samotářští, ale některé druhy zejména v období sucha žijí ve skupinách. Vyskytují se převážně v tropech, jen dva druhy aligátorů i v teplejších částech mírného pásma, například v Číně. Krokodýl západoafrický je přizpůsoben extrémně suchému prostředí na Sahaře, období sucha tráví letním spánkem v jeskyních nebo zahrabán ve vyschlých korytech řek. Když prší, tak se krokodýli shromáždí v Gueltě. Některé druhy jsou schopny lézt po stromech. Pokusy ukázaly, že mnozí krokodýli dokážou do určité míry měnit barevný odstín své kůže, když se dostanou do jiného prostředí.

### Potrava

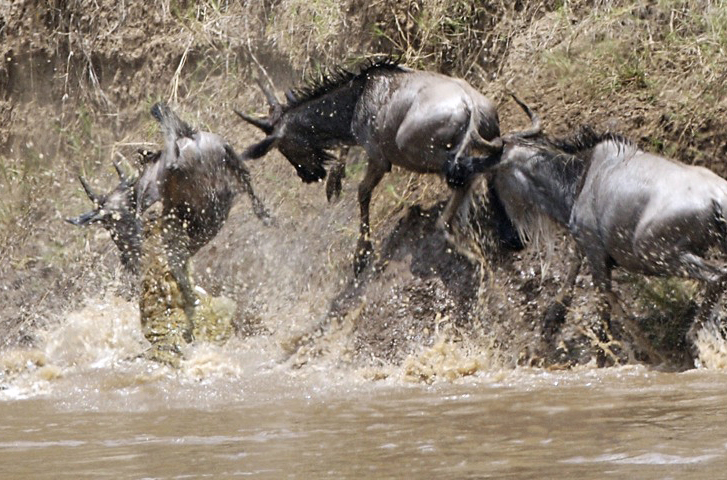
Krokodýl nilský loví pakoně přecházející řeku Mara ve východní Africe

Jsou schopni vydržet několik měsíců bez potravy, zdatní jedinci patrně až dva nebo tři roky. Velcí krokodýli jsou schopni ulovit i větší savce, jako například zebru a výjimečně i mladého či nemocného hrocha, zatímco menší druhy se živí především rybami. Pozemní zvířata loví ze zálohy schovaní ve vodě, zvíře stáhnou pod vodu a utopí. Častým jevem je kroucení se zakousnutou kořistí, kdy ponořený krokodýl stahuje zvíře pod vodu a kroutivými pohyby, kdy se otáčí kolem vlastní osy, vytrhává kusy masa. Tento způsob usmrcování kořisti je vlastní zástupcům mnoha různých vývojových linií krokodýlovitých plazů a je předpokládán i u mnoha fosilních druhů. Mláďata se živí hmyzem, měkkýši a obojživelníky. Krokodýli nejsou schopni žvýkat, proto menší kořist polykají a větší trhají na kusy. Občas se živí také mršinami a velmi zřídka konzumují i ovoce, čímž rozšiřují semena . Kajman klínohlavý je schopen lovit i na souši. Krokodýli nilští při lovu občas spolupracují, zejména při trhání kořisti. Bylo zaznamenáno dokonce i užívání nástrojů, což je u predátorů velmi neobvyklé.
Ačkoli jsou dnešní krokodýli masožravci a aktivními predátory, v geologické minulosti je známo mnoho druhů krokodýlovitých plazů, kteří byli přednostně býložraví. Býložravost se v průběhu jejich evoluce opakovala.

### Reprodukce

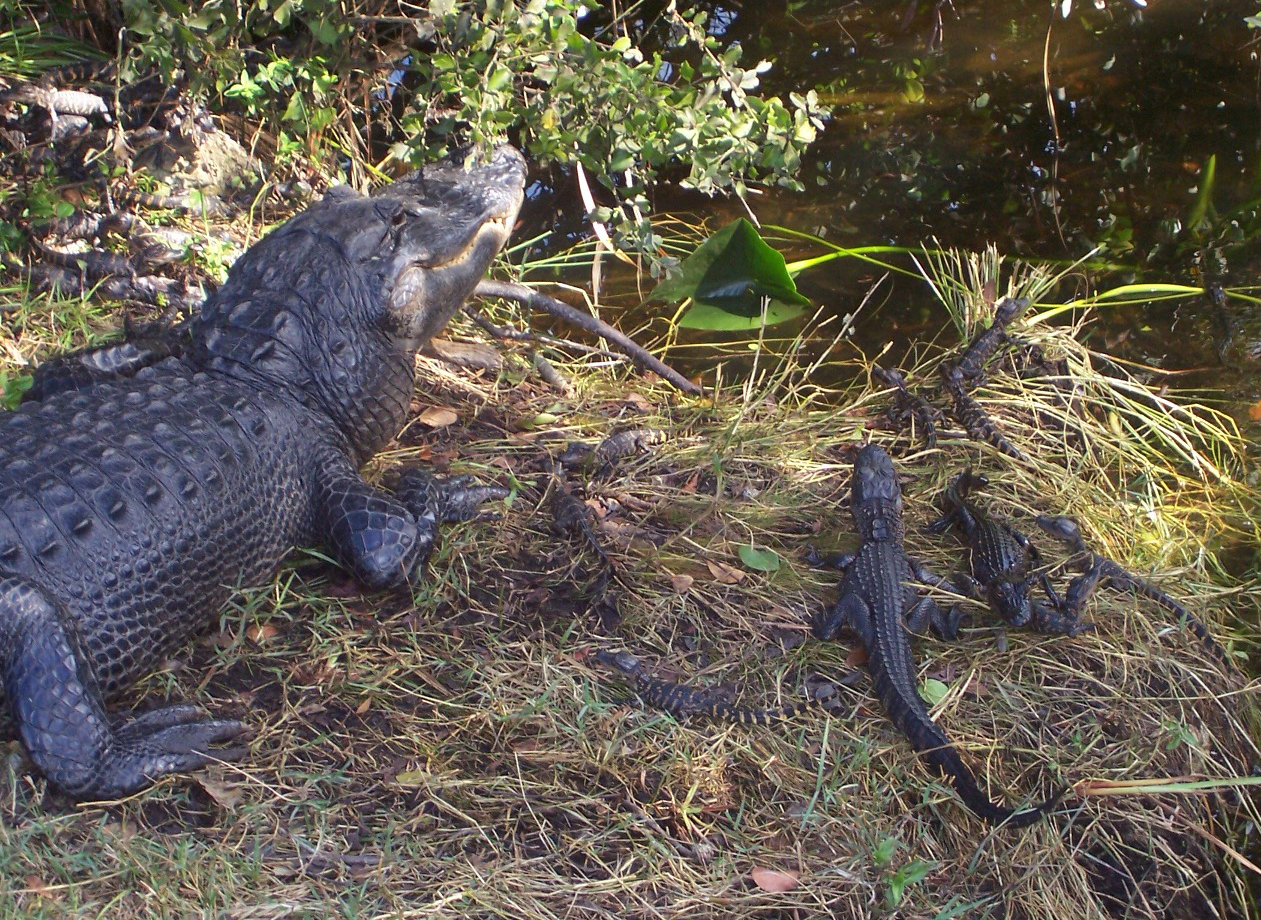
Samice aligátora na hnízdě s mláďaty v Národním parku Everglades na Floridě.

Oplození je vnitřní. Krokodýli jsou obvykle polygamní a samci se snaží spářit se s co nejvíce samicemi. U aligátorů severoamerických však byly zaznamenány i monogamní páry. U některých druhů probíhají složité námluvy. K páření dochází ve vodě a trvá přibližně 15 minut. Zhruba jeden měsíc od páření začne samice stavět hnízdo. Vejce jsou velmi pevná a skořápka je tvořena uhličitanem vápenatým. Teplota určuje pohlaví mláďat. Pokud je v hnízdě konstantně nad 32 °C, líhne se víc samečků, pokud pod 31 °C, líhne se více samiček. Samice se po nakladení vajec nezdržuje příliš daleko a bedlivě je střeží. Vejci se často živí mnoho živočichů, a tak se mnohokrát stane, že matka nepřiplave rychle a predátoři natropí mnoho škod. Z 10–15 nakladených vajec přežije cca pouhých 6–7 jedinců. Mláďata se líhnou za jednu noc. Matka mláďatům pomáhá vylézt z hnízda a přenáší je v tlamě do vody. Některé samice opatrně nakousnou skořápku vajec, čímž pomohou těm mláďatům, kterým se nepodařilo vylézt. Od narození umějí mláďata plavat a sama se i živí, zdržují se však poblíž matky, dokud jim nebude asi jeden rok. U kajmanů brýlových ve Venezuele se mláďata sdružují do tzv. školek, kde je chrání jedna ze samic. Doba odstavení může být různá, například mláďata aligátorů severoamerických jsou na dospělých závislá až dva roky.
Schopnost péče o vajíčka a potomstvo vznikla u krokodýlů pravděpodobně již v období druhohor (asi před 100 miliony let) a je stále udržována a zachovávána. K tomuto chování patří obrana vajíček a mláďat, stavba a ochrana hnízda, transport mláďat do vodního prostředí a další návyky a chování, které se u krokodýlů biologicky předává po tisíce generací.

### Komunikace
Krokodýli spolu začínají komunikovat ještě před tím, než se vylíhnou. Po vylíhnutí hned volají matku a jejich volání rozpoznají i ostatní dospělí. Dospělí jedinci vydávají konkrétní zvuky, aby upozornili mladé jedince na nebezpečí či přítomnost potravy. Nejhlučnější jsou američtí aligátoři, vrčením a syčením také zastrašují nepřátele i potenciální predátory vajec či mláďat. Z hlediska vydávaných zvuků je významný také aspekt učení. K zastrašování a signalizaci využívají také vibrace. Ke komunikaci krokodýli používají i svůj silný ocas, kterým máchají a plácají do vodního sloupce.

### Růst
Krokodýli se dožívají až 80 let. Rostou po celý život a největší jedinci bývají nejstarší. Věk lze určit na základě letokruhů v jejich kostech. Růst mláďat záleží na příjmu potravy a dosažení pohlavní zralosti souvisí spíše s velikostí než s věkem. Samice krokodýlů mořských dosahují pohlavní dospělosti při délce 2,2–2,5 metru a samci při velikosti tří metrů.

### Mortalita
U krokodýlů je poměrně vysoká ztrátovost vajec a úmrtnost mláďat, v Severní Americe plení hnízda mýval a medvěd baribal, v Africe promyky, medojed, vydry, hyeny, prasata bradavičnatá a štětkouni. V Asii cibetky, krysy, medvědi pyskatí, šakali a psi. Mláďata také loví hadi či draví ptáci. U mláďat je i přes ochranu matky obecně vysoká úmrtnost, například dospělosti se dožije jen asi 25 % krokodýlů mořských. U dospívajících a dospělých je však úmrtnost způsobená predátory velmi nízká. Predátoři loví dospělé krokodýly poměrně zřídka, ale zejména velké kočky jsou schopny ulovit i dospělého krokodýla. Kajmany příležitostně loví anakondy velké, vydry obrovské a jaguáři, pro žádného živočicha však nepředstavují dospělí krokodýli běžnou a snadnou kořist. Také sloni a hroši mohou krokodýly vážně zranit, či dokonce zabít při obraně.
Kanibalismus není běžný. Zejména jsou známy případy, kdy dospělý samec zabil mladšího samce, aby snížil konkurenci.

### Symbióza
Traduje se, přičemž první zmínka přichází už od Hérodota z období antiky, že krokodýli si vybudovali neobvyklý vztah s kulíkovitými. Údajně jim dovolují nahlédnout do jejich čelistí a nechávají si očistit zuby a dásně od zbytků potravy, aniž by svou hrozivou tlamu sevřeli. Na oplátku se ptáci dostávají k celkem snadné potravě. Řada odborníků (např. biolog Thomas Howell – autor knihy Breeding Biology of the Egyptian Plover, Pluvianus Aegyptius) však toto soužití zpochybňuje a pravděpodobně ani neexistuje oficiální průkazný materiál (doložené fotografie či jiné dokumentace se pokládají za smyšlené a uměle vytvořené).

## Ohrožení a ochrana
Krokodýly ohrožuje hlavně lidská činnost. Nejen lov, ale také ničení životního prostředí. Loveni jsou pro maso, kůži i orgány. Kriticky je ohroženo 6 druhů, a to gaviál indický, aligátor čínský, krokodýl orinocký, krokodýl filipínský, krokodýl kubánský a krokodýl siamský. Například populace gaviálů poklesla mezi lety 1946 až 2006 o 96–98 %, od roku 2013 se populace mírně zvyšuje. V mnoha zemích je obchod s částmi těla některých druhů krokodýlů zakázán. Aligátor čínský dříve žil po celém toku řeky Jang-c’-ťiang, dnes žije pouze v provincii Anhui, zejména kvůli ničení biotopů, přestože je přísně chráněn. Zřejmě v nejvážnější situaci je krokodýl filipínský. V roce 2009 žilo ve volné přírodě kolem 100 jedinců, načež jich bylo do volné přírody vypuštěno dalších 50.

## Interakce s lidmi

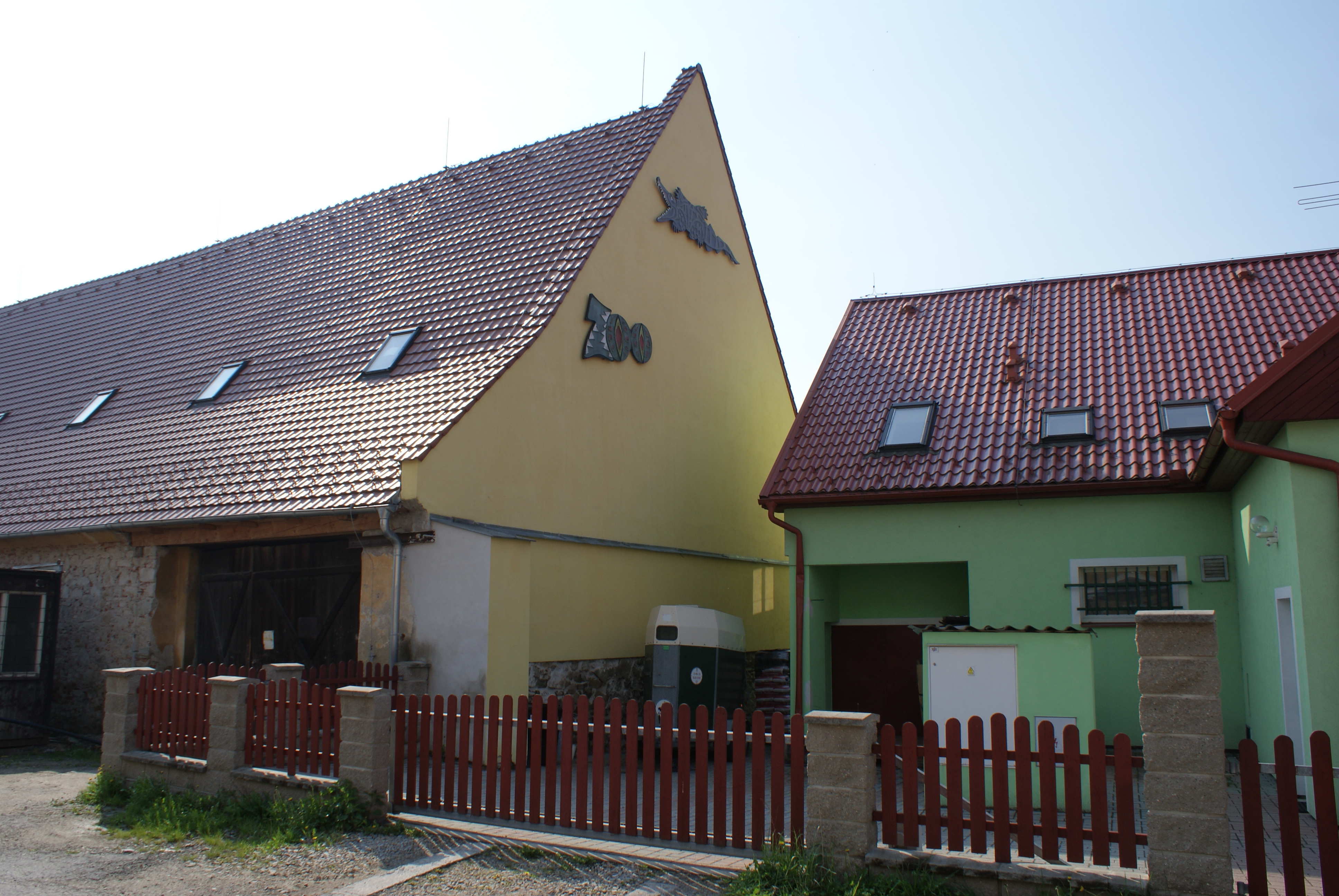
Krokodýlí ZOO Protivín

### Útoky na člověka
Útoky na člověka nejsou výjimkou zejména ze strany krokodýlů nilských a mořských, kteří jsou pro člověka nejnebezpečnější ze všech druhů krokodýlů. Krokodýli se útoky snaží bránit území, hnízdo, mláďata nebo potravu. Dospělému člověku je životu nebezpečných šest druhů krokodýlů (krokodýl nilský, mořský, bahenní, kubánský, americký a aligátor americký), výjimečné případy fatálních útoků jsou spojeny s krokodýlem orinockým, kajmanem černým a tomistomou úzkohlavou. Menší druhy krokodýlů jsou schopny způsobit člověku vážná zranění nebo ohrozit život dětí. Až 63 % krokodýlích útoků na člověka je fatálních.

### Chov

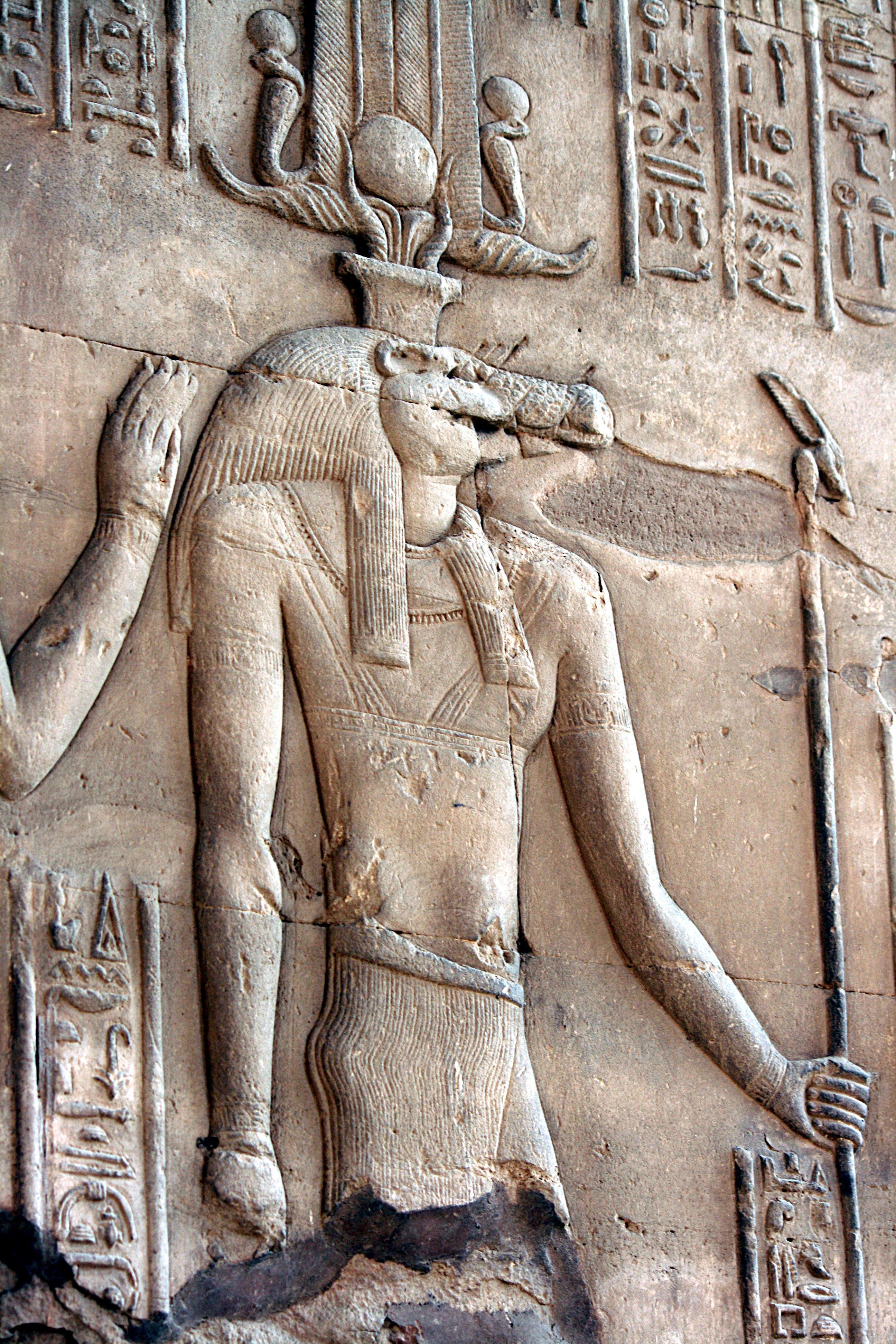
Vyobrazení egyptského boha a Sobeka v Horním Egyptě.

Krokodýli jsou chováni jak v zoologických zahradách, které se také podílejí na jejich ochraně, tak na farmách. V Česku je Krokodýlí zoo Protivín, kde je chováno 22 z 23 druhů krokodýlů, což z ní dělá jedno z mála míst na světě, kde je chováno tolik druhů krokodýlů. Novější je krokodýlí zoo v Praze-Holešovicích. Na farmách jsou chováni především pro kůži, ze které se vyrábějí zejména kabelky, a také na maso. V Asii je rozšířena pověra, že krokodýlím masem lze léčit rakovinu, proto se používá v tradiční čínské medicíně. Příkladem krokodýlí farmy v Česku byl kontroverzní podnik ve Velkém Karlově, nedaleko Znojma.

### Mytologie
Mnoho kultur ztvárňovalo krokodýla různými způsoby. Starověká egyptská příšera Amemait, spojená s podsvětím, měla krokodýlí hlavu. Krokodýlí hlavu měl také bůh Sobek, spojovaný s úrodou a plodností. Egypťané krokodýly dokonce mumifikovali. Také symbolizovali mnoho západoafrických vodních božstev. V říši Benin byli uctíváni jako „policisté vod“ a tradovalo se, že trestají provinilce. Aztécký bůh Cipactli, který chránil plodiny, byl zpodobňován jako krokodýl.